# ياسر مطر
ياسر مطر (مواليد 20 سبتمبر 1985) لاعب كرة قدم إماراتي يجيد اللعب في الوسط .
لعب سابقاً لأندية الوحدة والجزيرة و العين والفجيرة و العروبة وهو شقيق اللاعب إسماعيل مطر .

## روابط خارجية
- ياسر مطر على موقع Soccerway.com (الإنجليزية)